# Saint-Sulpice-de-Mareuil
Saint-Sulpice-de-Mareuil is een plaats en voormalige gemeente in het Franse departement Dordogne in de regio Nouvelle-Aquitaine en telt 112 inwoners (2004). De plaats maakt deel uit van het arrondissement Nontron.

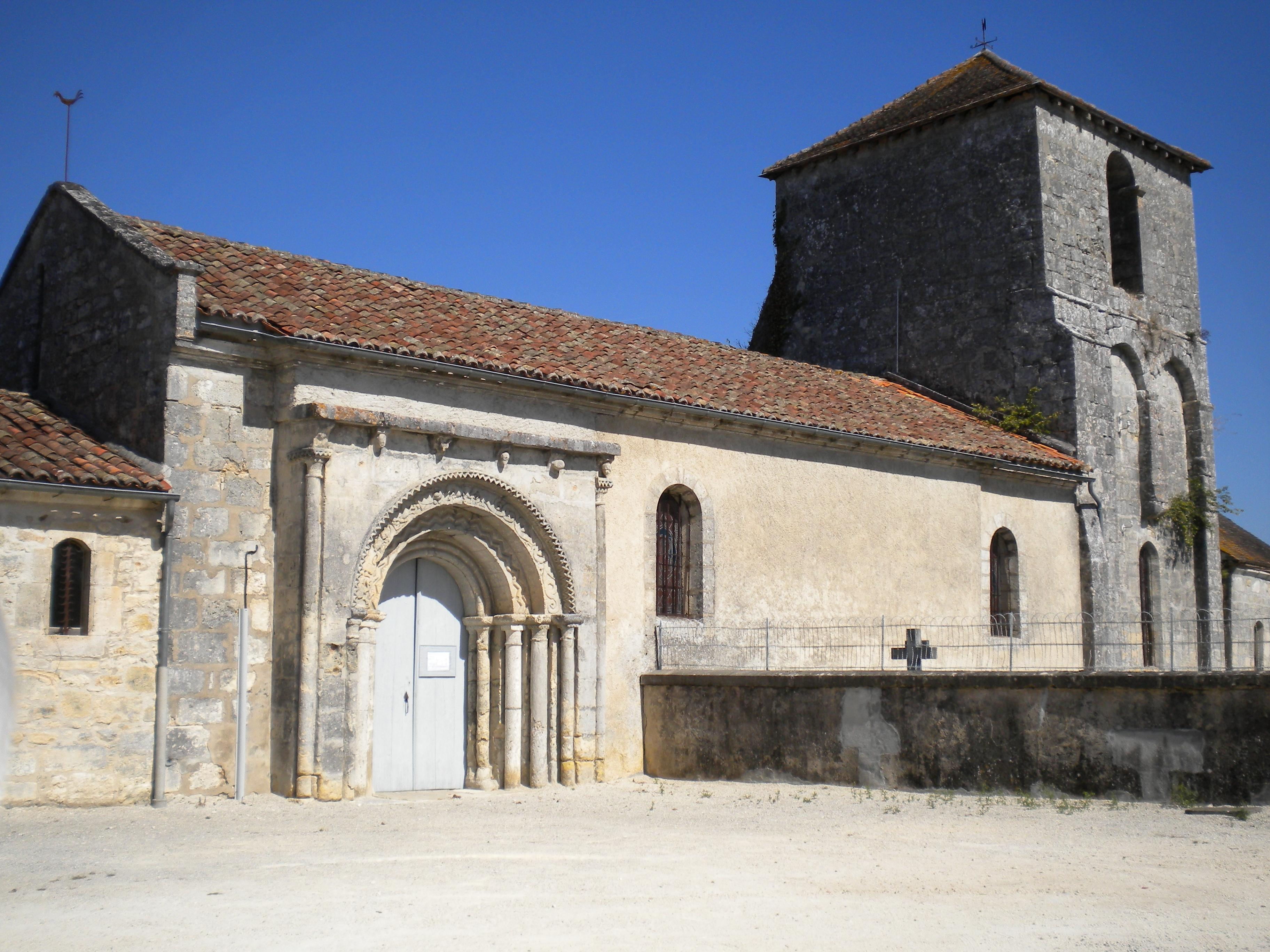
Kerk van Saint-Sulpice-de-Mareuil
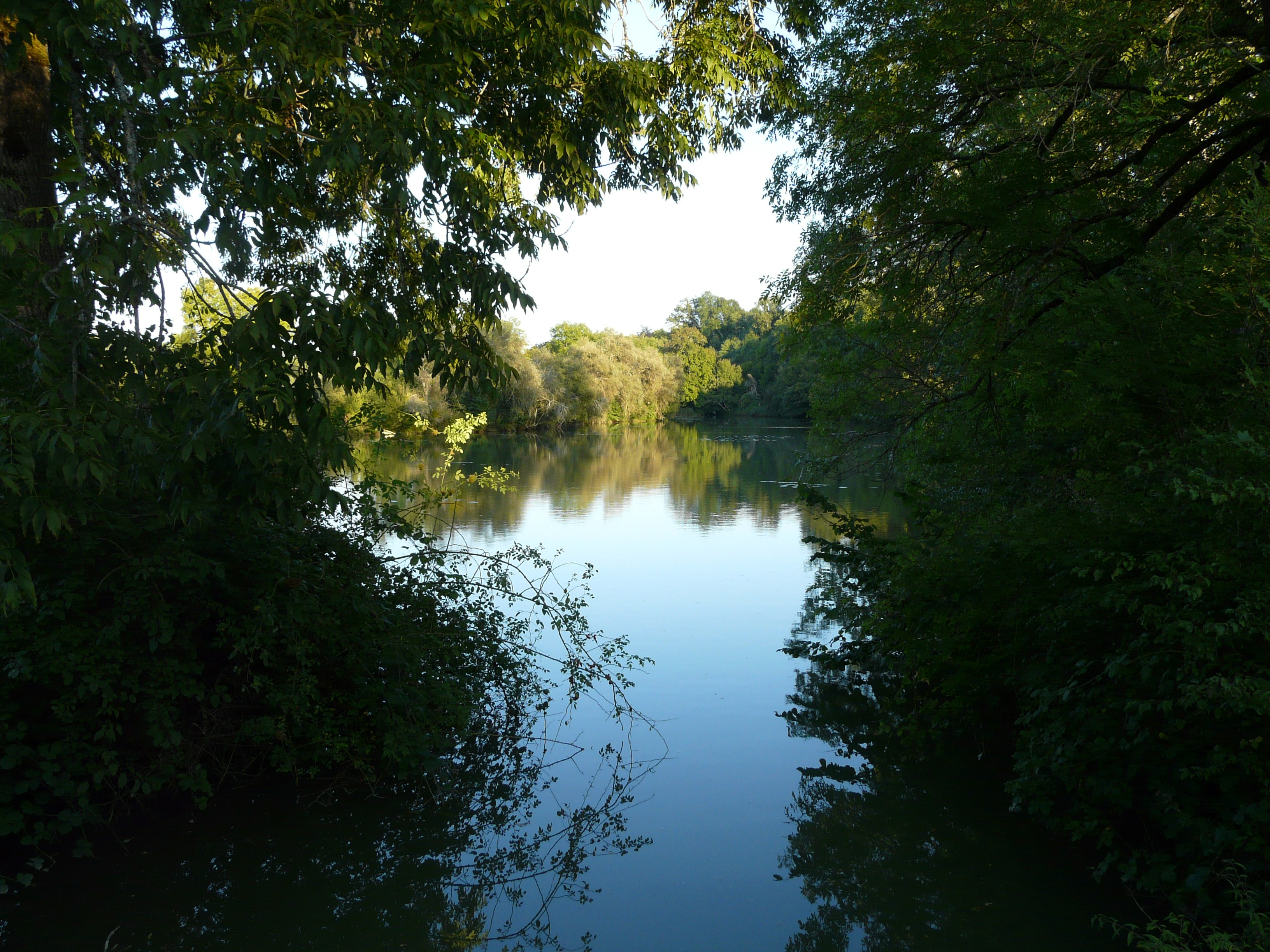
Landschap
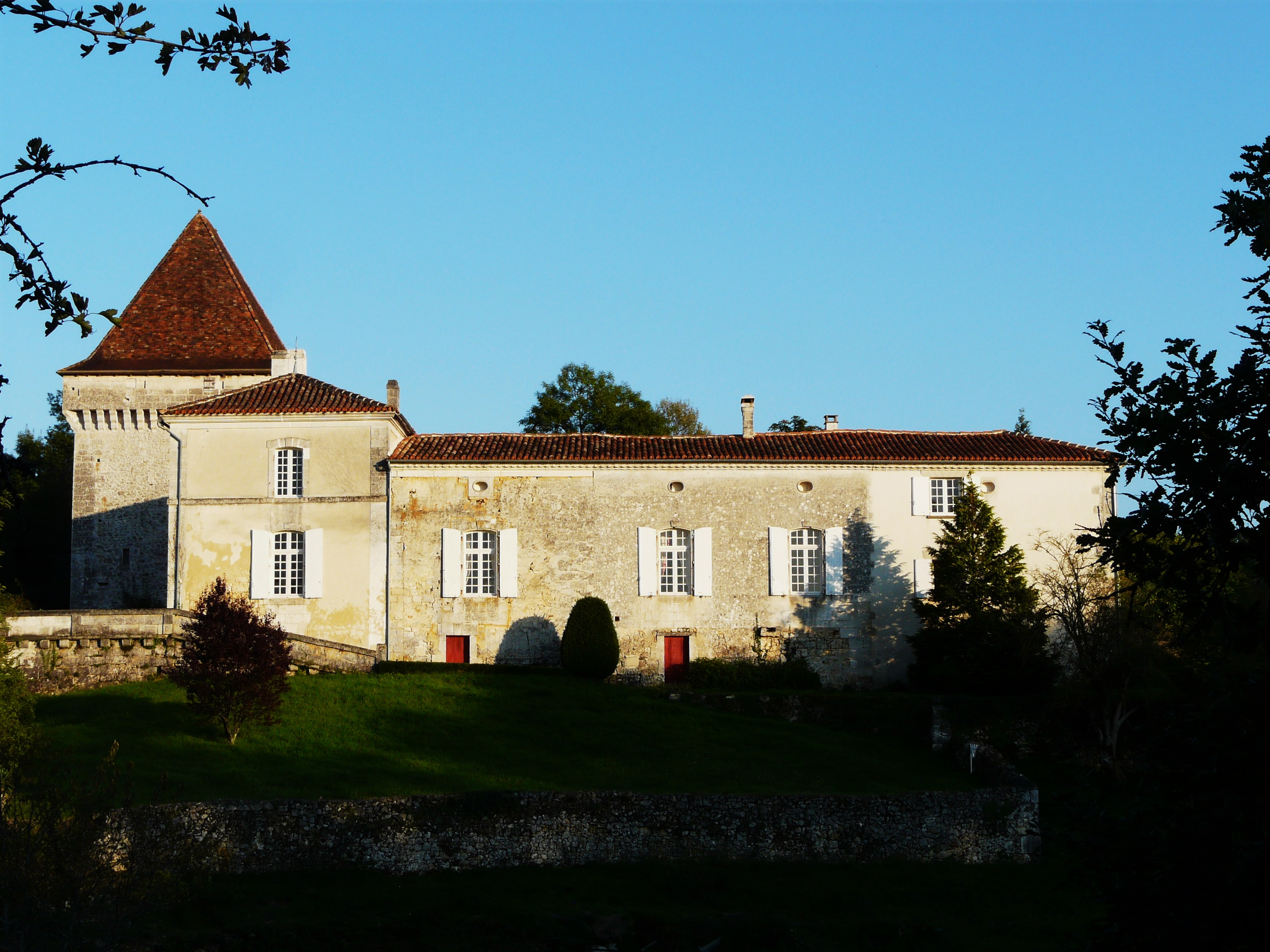
Château de la Vergne
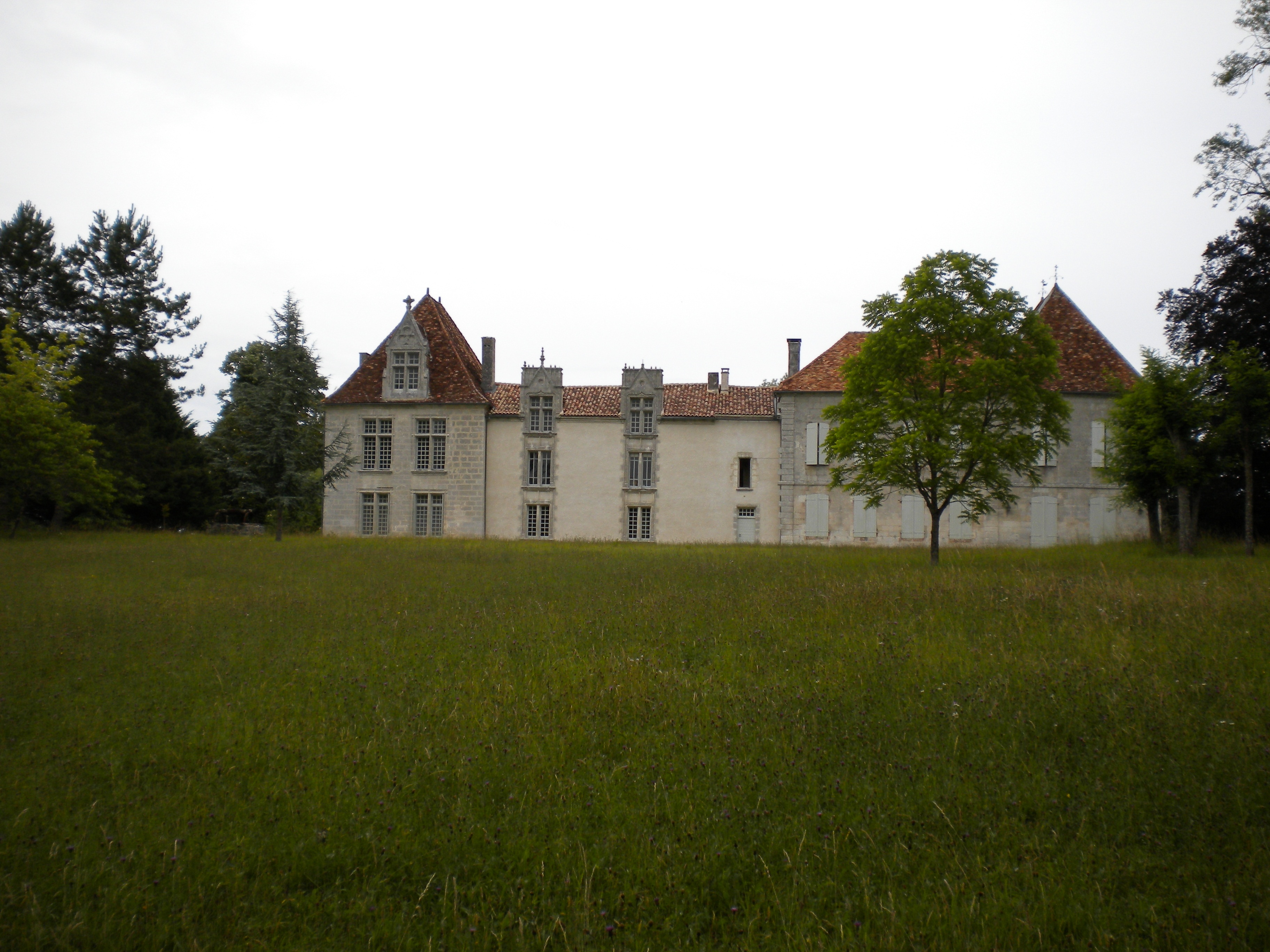
Château de la Faye
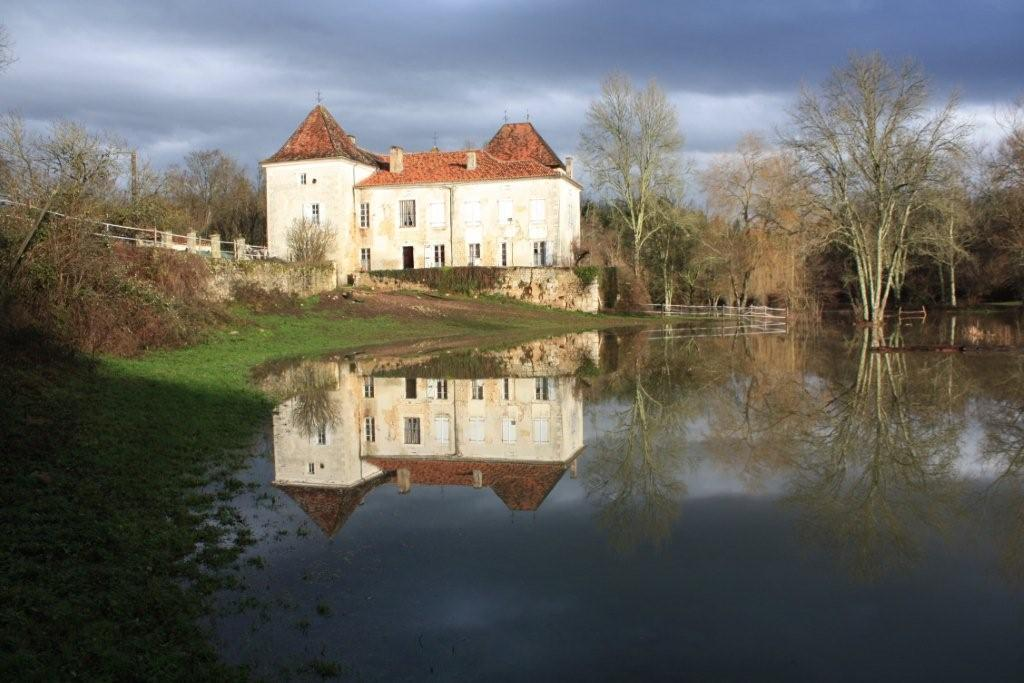
Château de Beaurecueil

## Geschiedenis
De gemeente maakte deel uit van het kanton Mareuil totdat dat op 22 maart werd opgeheven en de gemeenten werden opgenomen in het kanton Brantôme. Op 1 januari 2017 fuseerde de gemeente met Beaussac, Champeaux-et-la-Chapelle-Pommier, Les Graulges, Léguillac-de-Cercles, Mareuil, Monsec, Puyrenier en Vieux-Mareuil tot de commune nouvelle Mareuil en Périgord.

## Geografie
De oppervlakte van Saint-Sulpice-de-Mareuil bedraagt 10,9 km², de bevolkingsdichtheid is 10,3 inwoners per km².
De onderstaande kaart toont de ligging van Saint-Sulpice-de-Mareuil met de belangrijkste infrastructuur en aangrenzende gemeenten.

## Demografie
Onderstaande figuur toont het verloop van het inwonertal.
Beaussac · Champeaux · La Chapelle-Pommier · Les Graulges · Léguillac-de-Cercles · Mareuil · Monsec · Puyrenier · Saint-Sulpice-de-Mareuil · Vieux-Mareuil